# Devendra Banhart
Devendra Banhart (Houston, 30 de maio de 1981) é um cantor e compositor norte-americano de ascendência venezuelana.
Nascido no Texas e criado na Venezuela pela mãe, Devendra Banhart é um dos principais artistas do movimento folk psicodélico.

## História
Nascido nos Estados Unidos, de mãe venezuelana e pai norte-americano, é um dos artistas mais populares do movimento New Weird America, cuja tradução seria algo como "Nova América Esquisita". Seu último álbum conta com a participação de outros representantes do movimento, tais como Faun Fable, Animal Collective, Viking Moses, entre outros. Banhart é também membro da banda Vetiver.
Seu nome próprio é um sinônimo para o nome do deus hindu Indra, que foi indicado a seus pais por Prem Rawat, um líder religioso indiano que era seguido por eles. Seu nome do meio, Obi, é devido ao personagem Obi-Wan Kenobi da saga Star Wars.
O músico é usualmente comparado com diversos artistas como Marc Bolan, Daniel Johnston, Billie Holiday, Syd Barrett, Nick Drake, John Fahey, e Tiny Tim. Sua musicalidade tende a arranjos simples de violão, com melodias que requerem pouco além deste instrumento, indicando suas raízes folk. As letras consistem em ideias surreais e naturalistas.
O próprio músico assume que, entre as suas maiores influências, estão Bob Dylan, Caetano Veloso, Secos e Molhados e Novos Baianos. A suavidade melódica e o timbre vocal de Banhart remetem frequentemente a estes músicos.
Banhart foi descoberto por Michael Gira, que lançou pela sua própria gravadora Young God Records o título Oh Me Oh My..., em 2002. Em 2005, (junto ao Andy Cabic e Revolver USA) criou a gravadora Gnomonsong.
Quando surgiu, Banhart foi se consolidando como líder desse movimento musical, tendo sido também considerado como o jovem responsável pela "redescoberta" da musicalidade da cantora folk Vashti Bunyan, que gravou o álbum Rejoicing in the hands of the Golden Empress como vocalista convidada.
No início de 2006 fez uma participação especial no show que marcou a volta dos Mutantes, no Barbican Theatre em Londres, e com um carisma esfuziante, cantou "Batmacumba" com Sérgio Dias, Arnaldo Baptista e companhia. Também fez um comentário, no qual dizia: "Os Mutantes são melhores que os Beatles... são uma banda muito mais criativa".
Em 2007 lançou o álbum Smokey Rolls Down Thunder Canyon, que conta com a participação de Rodrigo Amarante na canção "Rosa".
Devendra Banhart já namorou a atriz Natalie Portman, que contracenou em seu videoclipe "Carmensita" e reside atualmente na cidade de São Francisco.
Em 2011, a sua música "Carmensita" foi utilizada no comercial da Kenzo para a promoção do perfume "Madly Kenzo".
Em dezembro de 2012, anunciou seu oitavo álbum de estúdio, Mala.
Em junho de 2016, lançou a primeira faixa de seu nono álbum, Ape in Pink Marble, intitulada "Middle Names". O álbum teve seu lançamento em 23 de setembro do mesmo ano.

## Discografia

### Álbuns
- The Charles C. Leary (2002)
- Oh Me Oh My... The Way the Day Goes By the Sun Is Setting Dogs Are Dreaming Lovesongs of the Christmas Spirit (2002)
- Rejoicing in the Hands (2004)
- Niño Rojo (2004)
- Cripple Crow (2005)
- Devendra Banhart/Jana Hunter (2005)
- Smokey Rolls Down Thunder Canyon (2007)
- What Will We Be (2009)
- Mala (2013)
- Ape in Pink Marble (2016)
- Ma (2019)
- Refuge (2021)
- Flying wig (2023)

### Singles e EPs
- The Black Babies (2003)
- Sight To Behold/Be Kind (2004)
- Little Yellow Spider (2004)
- At The Hop (2004)
- I Feel Just Like A Child (2005)
- Heard Somebody Say (2005)
- Baby (2009)
- Foolin' (2010)
- Something French/Loring Baker' (2014)
- Middle Names (2016)